# Danica Dillon
Pour les articles homonymes, voir Dillon.
Ashley Stamm-Northup, née le 4 janvier 1987, mieux connue sous son nom de scène Danica Dillon est une actrice pornographique américaine qui a fait ses débuts en 2009, puis a poursuivi sa carrière en tant qu'actrice dans divers rôles à la télévision. Dillon est régulièrement invitée par les radios ou cités dans les médias pour son ancienne carrière de strip-teaseuse et d'ancienne actrice X,.

## Carrière
En 2009, Dillon travaille dans club de strip de San Diego, en Californie, et rencontre à cette occasion l'actrice Jenna Haze, alors de passage au club en tant que danseuse vedette. Dillon tourne sa première scène deux semaines plus tard. Depuis, Dillon a travaillé pour des entreprises comme Hustler, Naughty America, Twistys, de Nouvelles Sensations, Evil Angel et Immoral Productions. Depuis ses débuts en 2009, Dillon est apparu dans plusieurs grandes productions pornographiques, comme this Ain't Avatar XXX 3D (Hustler Vidéo), The Human Sexipede (Tom Byron Pictures), et Not The Three Stooges XXX.

## Procès
Le 18 novembre 2015, Danica Dillon intente un procès contre Josh Duggar pour agression sexuelle. Dillon abandonnera plus tard ses poursuites malgré les preuves dont elle assure disposer.

## Prix et nominations
| Année | Cérémonie        | Résultat   | Prix                              |
| ----- | ---------------- | ---------- | --------------------------------- |
| 2011  | AVN Award        | Nomination | Best New Starlet                  |
| 2011  | XBIZ Award       | Nomination | New Starlet of the Year           |
| 2013  | NightMoves Award | Lauréat    | Miss Congeniality                 |
| 2014  | Fanny Award      | Nomination | Most Underrated Star - "The Who?" |

## Filmographie sélective
- 2009 : I Love Big Toys 24
- 2010 : Art of Anal 1
- 2010 : Barely Legal 109
- 2011 : 12 Nasty Girls Masturbating 17
- 2011 : Anal Fanatic 2
- 2012 : Hollywood Party Girls
- 2012 : Mother-Daughter Exchange Club 23
- 2013 : Please Make Me Lesbian 10
- 2013 : Women Seeking Women 90
- 2014 : Porn Stars Gone Wild
- 2014 : Rotten Lesbian Squirters
- 2015 : Women Seeking Women 115
- 2015 : Women Seeking Women 123
- 2016 : Women Seeking Women 133
- 2016 : Lesbian Sex Therapist
- 2017 : Big Tit Office Chicks 3
- 2017 : Tasty Treats 2